# Lisa Collinder
Kerstin Elisabeth (Lisa) Collinder, född 19 januari 1895 i Uppsala, död 23 maj 1969 i Lidingö, var en svensk målare och  grafiker.
Hon var dotter till bankkamreren Oscar Walin och Jenny Enhörning samt från 1924 gift med fil. dr Per Collinder, paret separerade 1945.
Collinder studerade vid Tekniska skolan och vid Althins målarskola samt vid Konsthögskolan i Stockholm 1916–1920, och under studieresor i Frankrike, Italien och Norge. Separat ställde hon ut i Djursholm och på Lidingö. Hon medverkade i samlingsutställningar med Sveriges allmänna konstförening och Föreningen Svenska Konstnärinnor.
Hennes konst består av stilleben, landskap och barnporträtt ofta i tunn tempera eller i form av etsningar. Collinder är begravd på Uppsala gamla kyrkogård.